# امیرلی
امیرلی (به لاتین: Əmirli) یک منطقه مسکونی در جمهوری آذربایجان است که در شهرستان بردع واقع شده است. امیرلی ۱۷۶۲ نفر جمعیت دارد. 

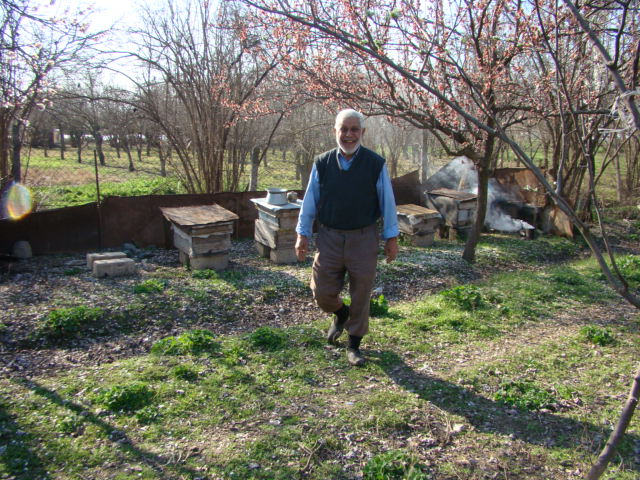